# موسیقی سنتی ایرانی
موسیقی سنتی ایرانی که با نام موسیقی اصیل ایرانی، موسیقی کلاسیک ایرانی و موسیقی دستگاهی نیز شناخته می‌شود، شامل دستگاه‌ها، نغمه‌ها و آوازها، از سال‌ها پیش از میلاد مسیح تا به امروز سینه به سینه در میان مردم ایران گشته است و آنچه دلنشین‌تر، ساده‌تر و قابل فهم‌تر بوده است، امروز در دسترس است. بخش بزرگی از آسیای میانه، افغانستان، پاکستان، جمهوری آذربایجان، ارمنستان، ترکیه و یونان متأثر از این موسیقی است و هرکدام به سهم خود تأثیراتی در شکل‌گیری این موسیقی داشته‌اند. از میان موسیقی‌دان‌ها یا به عبارتی نوازندگان موسیقی در ایران باستان می‌توان به «باربد»، «نکیسا» و «رامتین» اشاره کرد. موسیقی اصیل ایرانی، جزو کهن‌ترین سبک‌های موسیقایی از دوران باستان تا به امروز است. همچون گذشته‌های دور، مشاهیر صاحب سبک بسیاری در تاریخ ایران معاصر سر برآورده و هر یک، گامی مؤثّر در اعتلا و پویندگی این موسیقی اصیل برداشته‌اند.
همچنین «ردیف‌های موسیقی اصیل» به‌عنوان نخستین پروندهٔ مستقل ایران در فهرست میراث ناملموس جهانی در مهرماه ۱۳۸۸ ثبت شد.

## تاریخچه موسیقی ایرانی

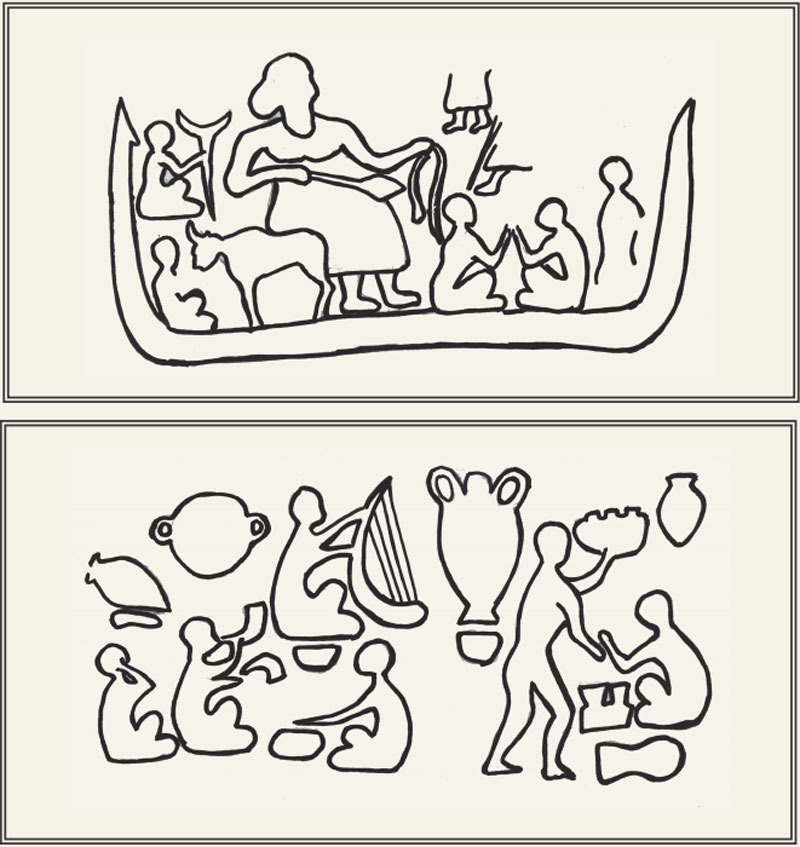
گروه نوازندگان، مُهر بازمانده از چغامیش دزفول

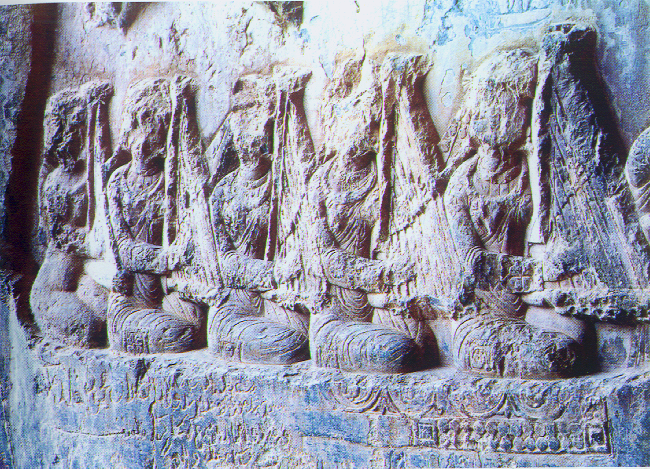
سنگ‌نگارهٔ زنان موسیقی‌دان در طاق بستان که در حال نواختن چنگ هستند.

از مهم‌ترین مُهرنگاره‌های خُنیا (:موسیقی) در جهان؛ باید از آنچه که در «تپه چغامیش» شوش برجای مانده، یاد کرد که در سال‌های ۱۹۶۱–۱۹۶۶ میلادی، یافت شده است. این مهرنگاره ۳۴۰۰ ساله؛ سیمایی از بزم رامشگران را نشان می‌دهد. در این بزم باستانی، دسته‌ای خُنیاگر(:نوازنده) دیده می‌شوند که هر کدام، به نواختن‌سازی سرگرم هستند. چگونگی نواختن و نشستن این رامشگران، نشان می‌دهد که آنها، نخستین دسته خُنیاگران(:ارکستر) جهان هستند. در این گروه رامشگران، می‌بینیم که نوازنده‌ای «چنگ» و دیگری «شیپور» و آن دیگر «تنبک» می‌نوازد. چهارمین رامشگر در این میان، خواننده‌ای است که «آواز» می‌خواند. همچنین در این بزم کهن، آزاده‌ای را می‌بینیم که بر فرشی نشسته و از او پذیرایی می‌شود. ما همانند این خنیاگران را در ایلام و در سده ۲۷ پیش از میلاد و از زمان پادشاهی «پوزوز این شوشیناک» در شوش می‌شناسیم. از همین گاه، مُهر و نشانه‌هایی در دست است که نشان می‌دهند، خنیاگران بسیاری در ایران می‌زیستند. در این هنگام، نواختن چنگ بسیار گسترش داشته است و این ساز از ساخته‌های ایرانیان است. ما، نگاره‌ای را در دست داریم و می‌دانیم که در پادشاهی «شوکال ماه هو» و از سده ۱۷ پیش از میلاد در ایران، تار نواخته می‌شد. با یافتن یک کنده کاری در ایلام بازهم آگاهی داریم که خنیاگران ایرانی؛ دَف را همراه چنگ می‌نواختند. در این کنده کاری همچنین دیده می‌شود که از میان ۱۱ تن خنیاگر؛ ۸ تن چنگ، ۲ تن نی و یک تن دهل می‌نوازند. ۱۵ زن خواننده، در میان رامشگران دیده می‌شوند که در حال کف زدن هستند. باید افزود که از این نمونه‌ها در سراسر ایران بسیار دیده شده است. ما به یاری باستان‌شناسی از لرستان مانند ایلام آگاهی داریم که در این بخش از ایران هم از سده ۹ پیش از میلاد، تار نواخته می‌شده است. در بخش‌های دیگری از ایران و از سال ۵۵۹ پیش از میلاد، سفالهایی در تپه سیلک کاشان و مرودشت پیدا شده که سیمایی از پایکوبی و دست افشانی بر آن‌ها نگارگری شده است.
پس از ورود آریایی‌ها، از آنجا که در برپا داشتن آیین‌های کیشی آریاییان رقص و موسیقی به کار بسته نمی‌شد و چندان ارجی نداشت، این دو هنر چنان‌که بایست در میان آنان پیشرفت نکرده و در آثار و نوشته‌های آن روزگاران جای پایی از خود باز نگذاشته است.
اصطلاح «خنیای باستانی ایرانی» حروف‌نویسی خالص کلمات ایرانی است که ترجمه آن عبارت از «موسیقی ایران باستان» یا به عبارت دیگر «موسیقی سنتی ایران» است. این اصطلاح ایرانی امروزه به خوبی قابل درک است ولی در مقایسه با اصطلاح پر مصرف «موسیقی اصیل» که معنای آن نیز همان است، به ندرت استفاده می‌شود. با استفاده از شواهد کاویده شده، مانند تندیس کشف شده در ساسا، سوابق موسیقی به خوبی به دوران امپراتوری ایلامی (۶۴۴–۲۵۰۰ قبل از میلاد) برمی گردد. به‌طور مشهود، اطلاعات کمی در خصوص موسیقی این دوره در دسترس است. تنها استثناء ابزار باقی‌مانده موسیقی مانند گیتارها، عودها و فلوت‌هایی که ابداع و نواخته شده، هستند. گفته می‌شود ابزار موسیقی مانند «باربت» ریشه در این دوران یعنی حدود سال ۸۰۰ قبل از میلاد داشته است.
از هردوت نقل است که در دوران امپراتوری هخامنشی که به «امپراتوری پارسی» نیز معروف است، موسیقی نقش مهمی به‌خصوص در دربارها داشته است. او می‌گوید که وجود موسیقی برای مراسم مذهبی پرستش خداوند، بسیار ضروری بوده است. بعدها یعنی پس از ابلاغ دین پیامبر زرتشت، میترا، شخصی که به عنوان "داواً یک خدای دروغین یا شیطان و همچنین بتان دیگر بیشتر و بیشتر مقبول واقع شدند.
اصطلاح «خنیای باستانی ایرانی» اصطلاحی مربوط به عصر پس از هخامنشیان است. فارسی (فارسی) زبان مورد استفاده در دربارها به همراه زبان پهلوی، زبان رسمی دوران امپراتوری ساسانی (۶۴۲–۲۲۴ میلادی) بوده و در برگیرنده اکثریت همان کلمات و همان گرامر زبان پهلوی بوده است؛ بنابراین کلمه مورد استفاده برای موسیقی در دوران ساسانی و در دوران ناب فارسی معاصر در واقع کلمه 'خنیا است. اگر چه اصلیت مدل موسیقی ایرانی هنوز نامشخص است، تحقیقات باعث آشکار شدن جوانب جدیدی از آن شده است. باربد که یکی از موسیقی دانان دربار امپراتوری ساسانی بود نخستین سیستم موزیکال خاورمیانه که با نام سلطنتی خسروانی شناخته می‌شود را ابداع نموده و آن را به شاه خسرو (خسروان) تقدیم نمود. همچنین بسیاری از نام‌های فعلی مدهای موسیقی، در موسیقی سنتی ایران نیز وجود داشته‌اند» دستگاه‌ها از زمان‌های باستان زبان به زبان به امروز رسیده‌اند اگرچه بسیاری از مدها و ملودی‌ها احتمالاً به دلیل تهاجم اعراب که موسیقی را مسئله‌ای غیراخلاقی می‌دانستند از بین رفته‌اند.
موسیقی سنتی ایرانی نوعی بدیهه گویی بوده و اساس آن یک سری از مدل‌ها قیاسی است که باید حفظ شوند. هنر آموزان و استادان دارای ارتباطی سنتی بوده‌اند که این ارتباط در قرن بیستم و به موازات حرکت تعلیم موسیقی به دانشگاه‌ها و هنرستان‌ها رو به زوال نهاده است.
یک نمایش مرسوم این موسیقی از «پیش‌درآمد» (مقدمه اولیه)، «درآمد» (مقدمه)، «تصنیف» (آهنگ، وزن دار به همراه آواز خواننده)، «چهار مضراب» (وزن دار) و تعداد انتخابی «گوشه» (حرکات) تشکیل می‌شود. به صورت غیر مرسوم، این قسمت‌ها را می‌توان تغییر داده یا حذف نمود. با نزدیک شدن به پایان دوره صفویه (۱۷۳۶–۱۵۰۲)، نواختن گوشه‌های پیچیده ۱۰، ۱۴ و ۱۶ ضرب متوقف شدند. امروزه قطعات در حالت ۶ یا حداکثر ۷ ضرب نواخته می‌شوند که مایه تاسف است. بسیاری از ملودی‌ها و مدهای این موسیقی در مقام‌ها ترکی و موسیقی عربی می‌شوند. تفصیل اینکه باید به صورت مشخص اظهار کنیم که اعراب پس از تهاجم به امپراتوری ایران، سرزمین‌های تسخیر کرده را با نام «جهان اسلام» معرفی نمودند. اگر چه اکثر حاکمان عرب فعالیت‌های مرتبط با موسیقی را ممنوع اعلام کردند، دیگران به موسیقی‌دانان ایران دستور دادند که قطعاتی را به صورت کتاب تصنیف کنند که به عربی آن را «کتاب موسیقی کبیر» بمعنای کتاب فراگیر موسیقی می‌خواندند. بیش از تأثیرات امپراتوری ساسانی، این دلیل دیگری بر این واقعیت است که ملودی‌های موسیقی سنتی ترکیه، سوریه، عراق و مصر شامل اسامی مقیاس‌ها و مدهای ایرانی هستند.
در طول تاریخ؛ موسیقی سنتی بیشتر با صوت در ارتباط بوده است؛ و حتی سرایندگان نقشی اساسی را در خلق و اجرای آن داشته‌اند: او تصمیم می‌گیرد چه حالتی جهت ابراز مناسب بوده و اینکه چه دستگاهی مرتبط به آن است. در خیلی از موارد، سراینده مسئولیت انتخاب شعری که باید با آواز خوانده شود را نیز بر عهده دارد. چنانچه برنامه نیاز به یک خواننده داشته باشد، خواننده باید با حداقل یک آلت بادی یا سیمی و حداقل یک نوع آلت ضربی همراهی گردد. البته می‌توان یک مجموعه از آلات موسیقی را یکجا داشت ولی سراینده اصلی نقش خود را ابقاء نماید. زمانی لازم بود که نوازندگان خواننده را با نواختن چندین قطعه به صورت تکی همراهی کنند. به صورت سنتی، موسیقی در حال نشسته و در محل‌های مزین شده به پشتی و گلیم نواخته می‌شد. گاهی در این محل‌ها شمع روشن می‌کردند. گروه نوازندگان و سراینده نوع دستگاه و اینکه کدام گوشه‌ها اجرا شوند را با توجه به شرایط زمانی و مکانی و… مشخص می‌نمودند.
قبل از حمله مغول‌ها و اعراب، ملودی‌هائی که در آن نغمه هائی از "اوستا کتاب دینی پیامبر زرتشت مذهب مزدیسنا، زمزمه با نواخته می‌شد که با آن حال و هوا همخوانی داشت. واژه «گاه» دو معنی دارد: در زبان پهلوی هم به معنای «گاث» (عبادت‌کننده اوستائی) و همچنین «زمان». حالات «یک گاه، دو گاه، سه گاه چهار گاه، پنج گاه، شش گاه و هفت گاه» را جهت بیان داستان هائی کاث‌ها از یک تا هفت زمزمه می‌نمودند. اخیراً کشف شده که حالت «راست» (ادبی. حقیقت) جهت بیان داستان هائی در خصوص افراد یا کارهای درستکار و «شکسته» (ادبی. شکسته) برای بیان داستان‌ها دربارهٔ خطا کاران استفاده می‌شده‌اند. حالت «همایون» در هنگام نماز صبح اجرا می‌گشت. اکثر این حالت‌ها، بجز احتمالاً «شش گاه» و «هفت گاه» هنوز در سیستم امروزی مورد مصرف دارد. علی‌رغم وجود این شواهد، نوازندگان هنوز تمایل به نسبت دادن مستقیم معنی «گاه» به «زمان» یا «مکان» حرکت یک آلت موسیقی دارند.
حکومت چند صد ساله مغول‌ها در ایران و قتل و غارت و تجاوز مستمر آن‌ها باعث شد که به نوعی شادی هم از جامعه رخت بربندد. از آنجا که موسیقی به سبک سینه به سینه آموزش داده می‌شد و دستگاه‌ها و تجهیزات امروزی برای ضبط موسیقی وجود نداشت، باعث شد تا طی چند صد سال ملودی‌های شاد فراموش شوند.
شایان ذکر است که چند تحرک احتمالاً باستانی محسوب نشده و فقط خیلی قدیمی هستند. همانگونه که در طول تاریخ سابقه داشت، موسیقی سنتی ایرانی به عملکرد خود به عنوان ابزاری روحانی ادامه داده و کمتر به عنوان وسیله تفریح به آن نگاه می‌شد. آثار موسیقی امکان تغییر گسترده از آغاز تا پایان و معمولاً به صورت تغییر بین قطعات پایین، تفکری، نمایش پهلوانی نوازندگی با نام تحریر را داشتند. تعامل متون مذهبی به عنوان غزل جایگزین غزل‌های بزرگی شد که شاعران صوفی قرون وسطی خصوصاً حافظ و جلال الدین رومی سروده بودند. علاوه بر این موسیقی ایرانی دریافتی از دردها رنج‌ها خوشی‌ها یک تمدن چندین تکهٔ یک پارچه است که امروزه بسیاری از یادبودهای آن مانند گوشه‌ها (حسینی جامه دران شبدیز…)گواه این مدعاست.
در دورهٔ صفوی و قاجار موسیقی به عنوان هنر اجرایی تحت حمایت دربار و اشراف قرار گرفت؛ به طوری که سیستم کنونی موسیقی بر پایه دستگاه‌ها در دورهٔ قاجار صورت گرفت. در اواخر قرن نوزدهم و آغاز قرن بیستم که ارتباط با اروپا شکل گرفت موسیقی به مردم نزدیک‌تر شد و تحصیل و پژوهش موسیقی شکل جدیدی پیدا کرد.

## مفاهیم و عبارت‌شناسی

### ردیف

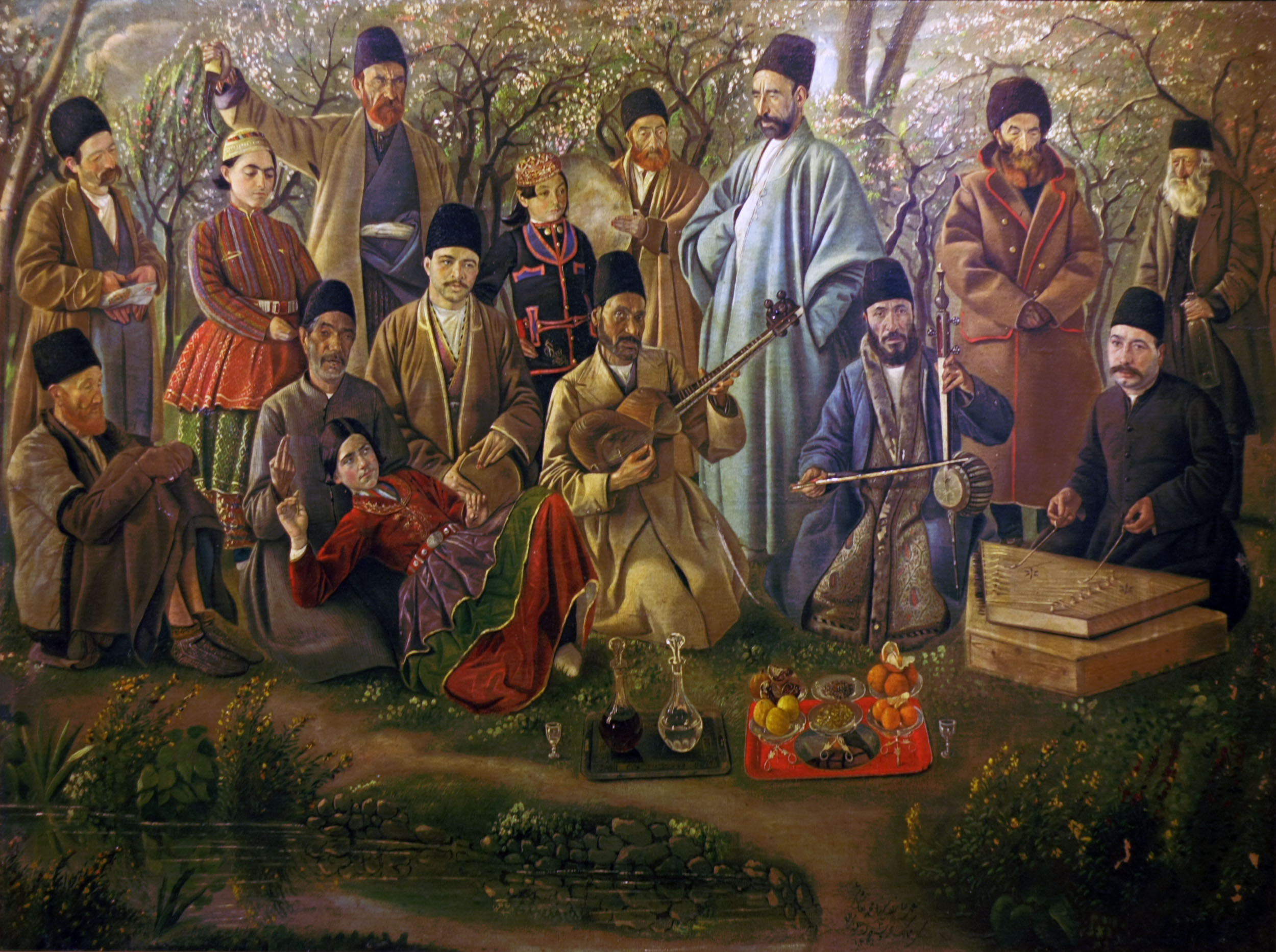
اثری از کمال‌الملک

موسیقی ردیف دستگاهی امروز ایران از دورهٔ آقا علی‌اکبر فراهانی (نوازندهٔ تار دورهٔ ناصرالدین شاه) باقی مانده است. آقا علی اکبر فراهانی به‌واسطهٔ میرزا تقی خان فراهانی (امیر کبیر) برای نشر موسیقی ایرانی به دربار دعوت شد. سپس آقا غلامحسین (برادر زاده آقا علی‌اکبر) این موسیقی را به دو پسر علی‌اکبرخان به نام‌های میرزا حسینقلی و میرزا عبدالله، آموخت و آنچه از موسیقی باستانی ایران امروزه مورد استفاده‌تر و معروف‌تر است، دسته‌بندی موسیقی توسط این دو استاد در قالب مجموعه نواخته‌ها و آموزش‌هایشان است که به نام «ردیف موسیقی» نامیده می‌شود.
ردیف در واقع مجموعه‌ای از مثال‌های ملودیک در موسیقی ایرانی است که تقریباً با واژهٔ رپرتوار در موسیقی غربی هم‌معنی است. یک مجموعهٔ ردیف، مجموعه مثال‌هایی موسیقایی از هر کدام از گوشه‌های یک دستگاه است که بیانگر نسبت نت‌های مورد استفاده در آن گوشه و حال و هوای احساسی آن است.
گردآوری و تدوین ردیف به شکل امروزی از اواخر سلسلهٔ زند و اوایل سلسلهٔ قاجار آغاز شده است؛ یعنی در اوایل دورهٔ قاجار سیستم مقامی موسیقی ایرانی تبدیل به سیستم ردیف دستگاهی شد و جای مقام‌های چندگانه را هفت دستگاه و پنج آواز گرفت.
از نخستین راویان ردیف می‌توان به خاندان فراهانی یعنی آقا علی اکبر فراهانی - میرزا عبدالله - آقا حسینقلی و… اشاره کرد. ردیف‌هایی که اکنون موجودند شامل ردیف میرزا عبدالله، ردیف آقا حسینقلی، ردیف ابوالحسن صبا، ردیف عالی علی اکبر شهنازی، ردیف موسی معروفی، ردیف دوامی، ردیف طاهرزاده (که شیوه او را نورعلی خان برومند به صورت ردیف گردآوری کرد)، ردیف محمود کریمی، ردیف سعید هرمزی، ردیف مرتضی نی‌داوود و… هستند.
امروزه، ردیف میرزا عبدالله، ردیف صبا، ردیف شهنازی و دوامی کاربری بیشتری دارند و بیشتر در مکاتب درس موسیقی آموزش داده می‌شوند.

### دستگاه
هر دستگاه موسیقی ایرانی، توالی‌ای از پرده‌های مختلف موسیقی ایرانی است که انتخاب آن توالی حس و شور خاصی را به شنونده انتقال می‌دهد. هر دستگاه از تعداد بسیاری گوشه موسیقی تشکیل شده است و معمولاً بدین شیوه ارائه می‌شود که از درآمد دستگاه آغاز می‌کنند، به گوشهٔ اوج یا مخالف دستگاه در میانهٔ ارائه کار می‌رسند، سپس با فرود به گوشه‌های پایانی و ارائهٔ تصنیف و سپس رِنگی اجرای خود را به پایان می‌رسانند. موسیقی سنتی ایران شامل هفت دستگاه و شش آواز است. هفت دستگاه ردیف موسیقی سنتی ایرانی عبارت‌اند از:
- دستگاه شور
- دستگاه سه‌گاه
- دستگاه چهارگاه
- دستگاه همایون
- دستگاه ماهور
- دستگاه نوا
- دستگاه راست‌پنج‌گاه

### آواز
آواز معمولاً قسمتی از دستگاه مورد نظر است که می‌توان آن را دستگاه فرعی نامید. آواز از نظر فواصل با دستگاه مورد نظر یکسان یا شبیه بوده و می‌تواند شاهد یا ایست متفاوتی داشته باشد. به‌طور مثال آواز دشتی از متعلقات دستگاه شور و از درجه پنجم آن بوده و به عنوان مثال اگر شور سل را در نظر بگیریم، دارای نت شاهد و ایست «ر» است. بدین ترتیب در آواز شور ملودی با حفظ فواصل دستگاه شور روی نت «ر» گردش می‌کند و در نهایت روی همان نت می‌ایستد. به‌طور کلی هر آواز پس از ایست موقت روی ایست خودش، بروی ایست دستگاه اصلی (در این‌جا شور) بازمی‌گردد. آوازهای متعلق به دستگاه موسیقی ایرانی ۵تا هستند و عبارت‌اند از:
- آواز ابوعطا، متعلق به دستگاه شور (درجه دوم)
- آواز بیات ترک (بیات زند)، متعلق به دستگاه شور، (درجه سوم)
- آواز افشاری، متعلق به دستگاه شور، (درجه چهارم)
- آواز دشتی، متعلق به دستگاه شور، (درجه پنجم)
- آواز بیات کرد، متعلق به دستگاه شور (درجه پنجم)
- آواز بیات اصفهان، متعلق به دستگاه همایون، (درجه چهارم)

ارتفاع هرکدام از آوازهای سابق‌الذکر و اصولاً آواز ایرانی در حدود معینی سیر می‌کند، و مانند وسعت آواز اروپایی گسترده نیست، به‌عبارت دیگر، بخشهای سوپرانو و باس در آواز ایرانی بسیار کم و نادر می‌باشد و در عوض تحریرها و غلت‌های متنوع و مختلف جزو مبانی هنر آواز ایرانی شده، و هنر و مطبوعیت صدای یک خواننده متبحر در چگونگی اجرای همین تحریرها می‌باشد.

## احساس
برخی از ایرانیان موسیقی ایرانی را (که در آن استفاده از ریزپرده متداول است) در مقایسه با موسیقی غربی، غم‌انگیز توصیف می‌کنند. مصطفی کمال پورتراب معتقد است که از آنجا که موسیقی‌دان‌های غربی معاصر به واسطهٔ معتدل کردن نیم‌پرده‌ها گوششان چیزی جز دوازده نیم‌پردهٔ معمول در موسیقی کلاسیک را نشنیده، صدای ریزپرده‌ها را وحشی یا غم‌انگیز می‌یابند؛ اما کمال پورتراب این تصور که ریزپرده‌ها موسیقی را غم‌انگیز می‌کنند اشتباه می‌داند چرا که در موسیقی اروپایی (نظیر اپراها) هم موسیقی غم‌انگیز وجود دارد. با این حال موسیقی‌دانان نیز بر غم‌انگیز بودن بخشی عمده از موسیقی سنتی ایرانی تأیید می‌کنند و سه دلیل مهم برای آن ذکر می‌کنند: این که موسیقی ایرانی انعکاسی از تاریخ تراژیک ایران است، این که «غم» یکی از برترین احساس‌ها دانسته می‌شود و برخی موسیقی‌دان‌های غربی هم بسیاری از آثارشان غم‌انگیز است (مثلاً هیچ‌یک از سمفونی‌هایی که یوهانس برامس نوشته در گام ماژور نیستند)، و این که موسیقی ایرانی مبتنی بر اشعار ایرانی است و بسیار از اشعار ایرانی هم غم‌انگیز هستند. الا زونیس، موسیقی‌پژوه آمریکایی نیز بر این عقیده است که غم‌انگیز بودن موسیقی ایران ریشهٔ فرهنگی دارد؛ او مذهب شیعه را که در ایران رایج است نیز مذهبی آمیخته با غم توصیف می‌کند که در آن سوگواری برای شهدا نقش مهمی دارد.

## سازها
موسیقی دستگاهی ایرانی به دو شکل آوازی و سازی اجرا می‌شود و از جمله رایج‌ترین سازها در این موسیقی، ساز زهی-زخمه‌ای تار، ساز زهی-کششی کمانچه، ساز بادی نی، زهی-چکشی سنتور همراه با ساز ضربی تنبک هستند. علاوه بر آن‌ها سازهای دیگری نیز در ایران وجود دارند که ممکن است استفاده شوند؛ از آن جمله:
1. سازهای زهی مانند:
  1. زخمه‌ای:دیوان،باغلاما،دوتار، عود (بربط)، تنبور، چگور، رباب، قانون، چنگ
  2. کششی: قیچک، سرود
2. سازهای بادی: نرمه‌نای، نی انبان، کرنا، بالابان، دوزله، سرنا، نفیر، دونیه، شمشال
3. سازهای ضربی: دایره، دهل، تنبک، نقاره، سنج، طاس، دف

همچنین از اواخر دورهٔ قاجار تحت تأثیر موسیقی اروپایی سازهای غربی مانند فلوت، پیانو و کلارینت (قره‌نی) نیز برای نواختن موسیقی دستگاهی ایرانی استفاده می‌شدند. (که البته توانایی اجرای تمام پتانسیل موسیقی ایرانی را ندارند مگر در شرایط خاص) در این میان ویلن جایگاه خاصی در موسیقی ایرانی پیدا کرد؛ به طوری که سال‌ها کمانچه را از صحنه خارج کرده بود.

## سنّت‌های مرتبط
موسیقی دستگاهی ایرانی با سنت‌های موسیقی دیگر منطقه در ارتباط است امّا بیشتر از همه از حیث مایه‌ها، گوشه‌ها و شعبات با موسیقی مقامی عراقی ارتباط دارد ولی به عقیدهٔ ژان دورینگ نزدیک‌ترین سنت به موسیقی دستگاهی ایرانی، موسیقی مقامی آذربایجانی است؛ مثلاً دستگاه شور در هر دو سنت مقامی مهم است و در هر دو به شکل مشابه گسترش می‌یابد.
علاوه بر آن دو سنّت‌های محلّی دیگری در کشور ایران وجود دارد که هر کدام کم یا بیش با موسیقی دستگاهی در ارتباط هستند؛ از آن جمله:
- موسیقی کردی
- موسیقی شوشتری
- موسیقی سیستانی
- موسیقی ترکمنی
- موسیقی بختیاری
- موسیقی دزفولی
- موسیقی خراسانی
- موسیقی بندری
- موسیقی ایلامی
- موسیقی بلوچی
- موسیقی گیلکی
- موسیقی نمکدره‌ای
- موسیقی جنوب ایران
- موسیقی محلی کرمان
- موسیقی مازندران
- موسیقی لرستان
- موسیقی قزوین
- موسیقی همدان
- موسیقی تالش
- موسیقی قشقایی[۱۴]
- موسیقی محلی فارس[۱۵]

## نگارخانه

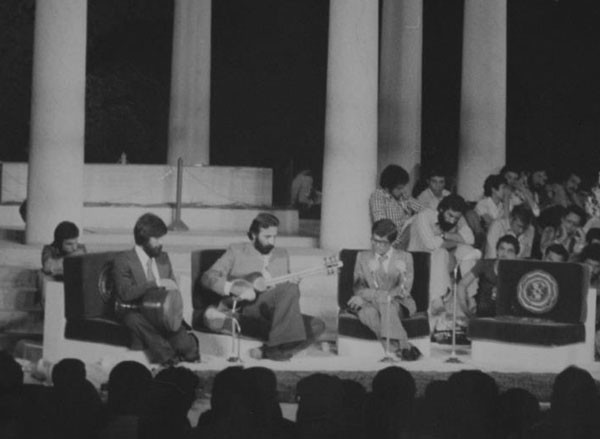
اجرای برنامه توسط محمدرضا شجریان، محمدرضا لطفی و ناصر فرهنگ‌فر در جشنوارهٔ موسیقی جشن هنر شیراز، سال ۱۳۵۴
بزرگان موسیقی ایران

## یادداشت
1. ↑  Ella Zonis